# Travis Scott: Look Mom I Can Fly
Travis Scott: Look Mom I Can Fly – film dokumentalny z 2019 roku wyreżyserowany przez White Trash Tyler i wyprodukowany przez Travisa Scotta, Kylie Jenner, Davida Stromberga i Angusa Walla. Dokument pokazuje drogę Travisa do sławy od 2014 roku, do 2018 gdy stworzył i wydał swój trzeci album studyjny Astroworld. Dokument zawiera m.in.: nagrania z koncertów i występów na żywo oraz filmy z spędzania czasu z rodziną Scotta, pracy w studiu nad przygotowaniem jego albumu, a także retrospekcje z dzieciństwa Scotta, które go ukształtowało. Film został wydany 28 sierpnia 2019 na Netflix.

## Obsada
- Travis Scott
- Chase B
- Stormi Webster
- Kylie Jenner
- Mike Dean
- Don Toliver
- Sheck Wes
- Jacques Bermon Webster, Sr.
- Kanye West
- Wanda Webster